# ロバート・ハインズ
ロバート・ハインズ（Robert Hines、1961年3月28日 - ）は、アメリカ合衆国の男性プロボクサー。ペンシルベニア州フィラデルフィア出身。元IBF世界スーパーウェルター級王者。

## 来歴
1981年3月8日、プロデビューを果たし4回判定勝ちで白星でデビューを飾った。
1983年9月17日、ラニー・エドモンズと対戦し7回KO勝ち。
1984年6月27日、リチャード・ブライアントと対戦しキャリア初黒星となる7回1分2秒TKO負け。
1987年10月23日、アトランティックシティのリゾート・インターナショナルでUSBA全米スーパーウェルター級王者トニー・モンゴメリーと対戦し10回1分7秒TKO勝ちで王座獲得に成功した。
1988年4月21日、スティーブ・リトルと対戦し12回3-0(2者が117-112、118-110)の判定勝ちで初防衛に成功した。
1988年11月4日、IBF世界スーパーウェルター級王者マシュー・ヒルトンと対戦し12回3-0(116-110、112-111、114-111)の判定勝ちで王座獲得に成功した。
1989年2月5日、ダーリン・バン・ホーンと対戦し12回0-3(110-118、111-118、112-116)の判定負けで初防衛に失敗し王座から陥落した。
1990年6月25日、バレット・ラリーとNABF北米スーパーウェルター級王座決定戦を行い4回1分62秒TKO負けで王座獲得に失敗したのを最後に現役を引退した。

## 獲得タイトル
- USBA全米スーパーウェルター級王座
- 第5代IBF世界スーパーウェルター級王座(防衛0)